# Diritto albanese
Il diritto albanese costituisce l'ordinamento giuridico di civil law in vigore in Albania. Il diritto albanese contiene ancora elementi del Kanun.

## Fonti del diritto
L'articolo 116 della Costituzione stabilisce la gerarchia delle norme nell'ordinamento albanese:
- la costituzione,
- i trattati internazionali ratificati,
- le leggi,
- gli atti normativi del Consiglio dei ministri,
- gli atti degli enti locali (applicabili solamente all'interno dei rispettivi enti),[2]
- gli atti adottati da un ministero o dall'amministrazione, applicabili su tutto il territorio ma solo all'interno della struttura in questione[3]

### Costituzione
La Costituzione dell'Albania è la norma suprema dell'Albania.

### Trattati internazionali
L'articolo 5 prevede che l'Albania applichi i trattati che la vincolano. Gli accordi internazionali sono inclusi nel diritto albanese e si applicano direttamente.
I trattati hanno autorità superiore sulle leggi. Anche il diritto derivato dalle organizzazioni internazionali è superiore al diritto nazionale.

### Legislazione
Le leggi sono redatte dall'Assemblea dell'Albania. Una legge viene votata tre volte: in linea di principio, articolo per articolo e nella sua interezza.